# Estádio da Década
O Estádio da Década (em polonês/polaco:  Stadion Dziesięciolecia) foi um estádio de futebol localizado em Varsóvia, Polônia. Sua capacidade é de 71 008 pessoas.

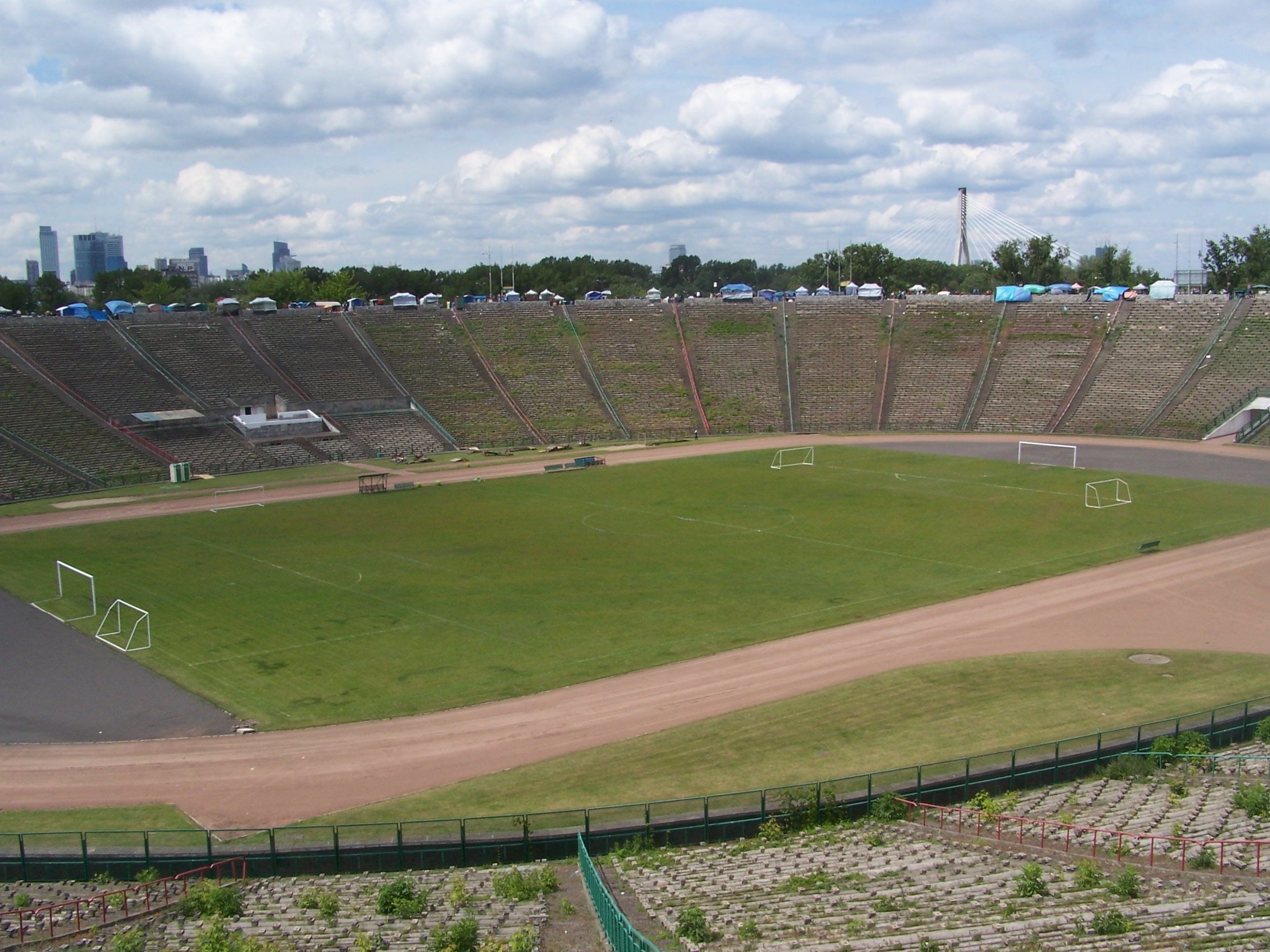
Estádio da Década

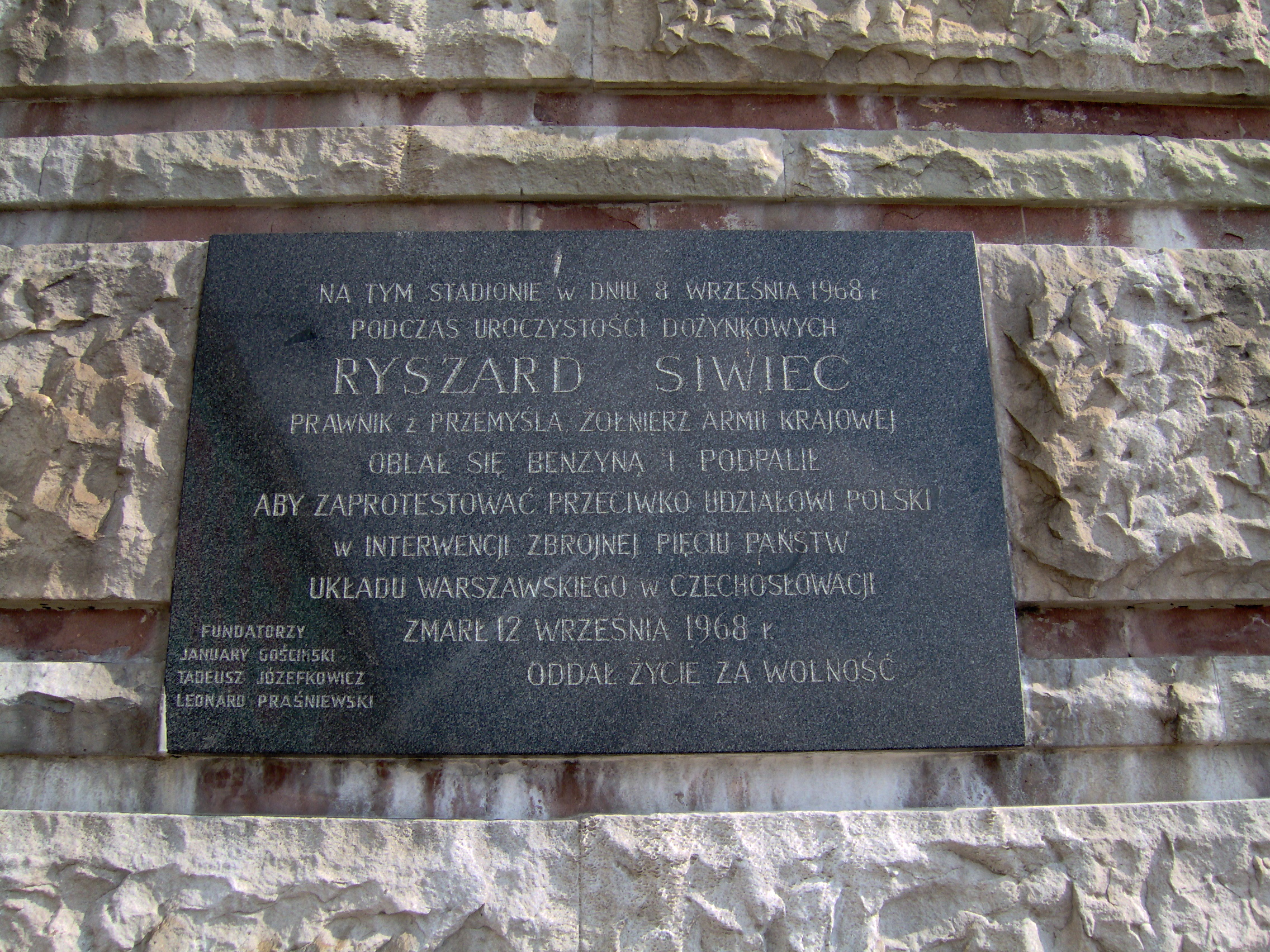
Ryszard Siwiec - um advogado de Przemysl, um soldado do Exército Home, encharcou-se com gasolina para protestar contra a participação da República Popular da Polónia na intervenção militar cinco países do Pacto de Varsóvia na Tchecoslováquia. Ele morreu em 12 de setembro de 1968. Ele deu sua vida pela liberdade.